# Imádlak, nagy Istenség
Az Imádlak, nagy Istenség az Oltáriszentségről szóló egyházi ének. Dallama a Tárkányi–Zsasskovszky énekgyűjteményből való, szövegét Amade László írta.
Feldolgozás:
| Szerző       | Mire      | Mű               |
| ------------ | --------- | ---------------- |
| Bárdos Lajos | vegyeskar | Musica Sacra I/2 |

## Kotta és dallam
| Imádlak, nagy Istenség, Test s vér, titkos mély Szentség, leborulva. Itt van Isten s emberség, Véghetetlen nagy Fölség föláldozva.        | Üdvözlégy, te szent manna! Ennél többet ki adna? Nincs mód benne. Ez az égi nagy Jóság, A teljes Szentháromság nagy kegyelme. | Szent testével így táplál, Hogy ne ártson a halál! Mily kegyesség! Szent vérével harmatoz, Így szelídít magához ez Istenség. |
| Szállj le hozzám, szent kenyér, Jöjj, ártatlan drága Vér, szánd lelkemet! Bár hajlékom nem méltó, Elég Tőled csak egy szó, vedd szívemet. | Soha többé nem vétek, Jézusom, már megtérek, légy kegyelmes! Ne tekintsed rútságát, Vétkeimnek vakságát, ó meg ne vess!       | Neked élek és halok, Végig véled maradok, ó, Jézusom! Verem buzgón mellemet, Szánom-bánom vétkemet, én Krisztusom.           |

## Felvételek
- SZVU 116 Imádlak Nagy Istenség. Beller Barnabás  YouTube. Székesfehérvár, Szent Imre templom (2014. október 31.)  (Hozzáférés: 2017. február 2.) (videó)
- Imádlak Nagy Istenség. YouTube. Egri bazilika (2012. november 3.)  (Hozzáférés: 2017. február 2.) (audió)
- SZVU 116 Imádlak nagy Istenség. YouTube (2011. május 15.)  (Hozzáférés: 2017. február 2.) (audió)
- Imádlak nagy Istenség. YouTube. Sajónémeti római katolikus templom (2014. május 6.)  (Hozzáférés: 2017. február 2.) (videó)
- Imádlak nagy Istenség.. Kántor Peti  YouTube (2016. november 26.)  (Hozzáférés: 2017. február 2.) (videó)